# 요한 더빗

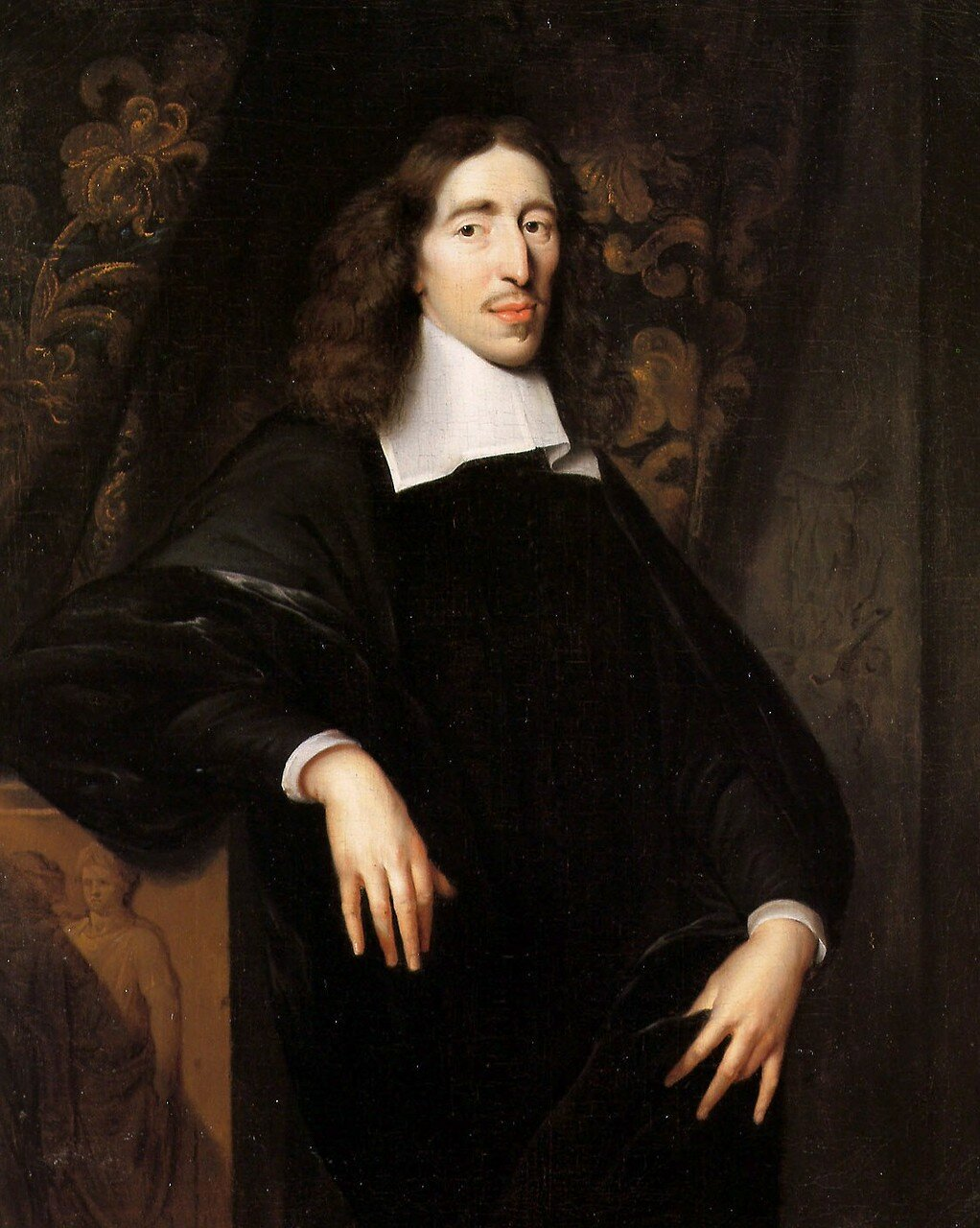
요한 더빗

요한 더 빗(네덜란드어: Johan de Witt, 1625년 9월 24일 ~ 1672년 8월 20일)은 네덜란드의 정치인, 수학자이다.

## 생애
도르드레흐트 시장을 역임한 야코프 더빗(Jacob de Witt)의 아들로 태어났다. 레이던 대학교에서 수학, 법학을 전공했고 1645년에는 자신의 형인 코르넬리스 더빗(Cornelis de Witt)과 함께 프랑스, 이탈리아, 스위스, 영국 유학을 떠났다. 귀국한 이후에는 헤이그에서 변호사로 근무했으며 1650년에는 도르드레흐트 시장으로 선출되었다.
1653년 7월 23일에는 홀란트 법률 고문(raadpensionaris)으로 위촉되었으며 1668년까지 그 자리에 있었다. 홀란트 법률 고문은 네덜란드 공화국에서 최고 지도자에 해당하는 직책이었다. 1654년 4월 5일에는 네덜란드와 잉글랜드 사이에 일어난 제1차 영국-네덜란드 전쟁을 종식시키는 조건으로 웨스트민스터 조약 비준을 추진했다. 이 조약에서 네덜란드는 잉글랜드의 호국경이 승인한 항해 조례를 승인하는 등 잉글랜드에 많은 양보를 했지만 오라녜나사우가가 총독을 선출하지 않는다는 조항을 담고 있었다. 이 조항은 오라녜 공작 빌럼 3세(훗날 잉글랜드의 윌리엄 3세 국왕이 됨)를 염두에 둔 것이었다.
더빗은 수학적 재능을 발휘해서 네덜란드의 재정 재건을 추진하는 한편 제1차 영국-네덜란드 전쟁의 패배를 교훈삼아서 해군력을 증강했다. 1668년 프랑스 국왕 루이 14세가 일으킨 상속 전쟁을 저지하기 위해 잉글랜드, 스웨덴과 함께 삼국동맹을 체결했다. 엑스라샤펠 조약이 체결되면서 상속 전쟁은 종식되었지만 1670년 루이 14세는 잉글랜드 국왕 찰스 2세와 비밀 조약을 체결했다. 1672년에는 스웨덴이 프랑스와 동맹 관계를 수립하면서 네덜란드는 고립 상태에 빠지게 된다.
1672년 3월에는 잉글랜드가 네덜란드에 선전포고를 했고 같은 해 4월에는 프랑스가 네덜란드에 선전포고를 하면서 프랑스-네덜란드 전쟁이 발발하게 된다. 이 때문에 네덜란드는 바다와 육지에서 공격을 받는 국가적 위기에 처하게 된다. 계속된 전쟁과 해상 봉쇄로 인해 네덜란드의 경제는 피폐해졌다.
요한 더빗의 정책에 불만을 갖게 된 네덜란드 국민들은 오라녜 공작 빌럼 3세를 지지하게 된다. 1672년 7월 24일에는 자신의 형인 코르넬리스와 함께 반역 혐의로 체포되면서 헤이그의 감옥에 수감되었다. 더빗 형제가 수감되었다는 사실을 안 헤이그 시민들은 감옥을 습격해서 더빗 형제를 살해하게 된다. 네덜란드의 총독으로 임명된 빌럼 3세는 뛰어난 전술을 구사하면서 네덜란드를 위기에서 구하게 된다.